# 桃依さら
桃依 さら（ももい さら、1990年6月6日 - ）は、日本のAV女優。プライムエージェンシー所属。
東京都出身。血液型:AB型。身長:150cm。 

## 略歴・人物
2010年にAVデビュー。

## 出演作品

### アダルトビデオ
2010年
- 私といっしょに♥AV作りませんか? 01 （7月7日、プレステージ）
- 突撃!!女子のお宅に、おじゃまします。 issue.04（12月4日、プレステージ）

2011年
- 嬲棄山 捕われた少女 6 桃依さら（3月8日、MAD）
- さらちゃんといっしょに、エロDVDを作りました。 2. （3月23日、プレステージ）
- 小悪魔痴女大乱交 （3月25日、美)共演:つぼみ、大沢美加、彩音さくら
- ロ●ータレズビアン つぼみ×桃依さら（4月20日、ピーターズ）共演:つぼみ
- 脱ぎたてほっかほかパンツコキ（5月1日、Fetishist）オムニバス作品 他出演:木下若菜、妃悠愛、雨宮真貴、浅乃ハルミ、仁科百華、栗林里莉、月野りさ、椎名みくる、つぼみ、今村美穂、皆瀬ふう花
- ずりサポっ娘クラブ 02（5月10日、プレステージ）
- みるスク 桃依さら（5月19日、みるきぃぷりん♪）
- 貧乳妹生中出し （5月27日、TMA）オムニバス作品 他出演:絵色千佳、愛音まひろ
- 敏感貧乳いぢり （6月10日、I.B.WORKS）オムニバス作品 他出演:愛音まひろ、絵色千佳
- 男子禁制の深夜の女子寮に侵入し発育途中の胸を揉み続けていくと…（8月1日、プレステージ）
- 脱ぎたてほっかほかパンツコキ（10月24日、Fetishist/妄想族）
- 59人の貧乳おっぱい （2枚組）8時間（10月21日、I.B.WORKS）